# ثقافة حرة (كتاب)
ثقافة حرة: كيف تستخدم وسائل الإعلام الكبرى التقنية والقانون لإغلاق الثقافة والتحكم في الإبداع أو كما طبع ثقافة حرة: طبيعة ومستقبل الإبداع هو كتاب للبروفيسير لورانس ليسيج. نشر الكتاب على الإنترنت تحت رخصة العموميات الخلاقة غير التجارية انظر هنا في 25 مارس، 2004.

## ملخص
يحلل الكتاب التوتر القائم بين مفهومي الملكية والقرصنة في حقل الملكية الفكرية في ظل ما تمارسه الشركات المتعددة الجنسيات من تركيز علي تراكم رأس المال وليس على التبادل الحر للأفكار، كما يناقش القانون المعروف باسم قانون تعزيز الملك العام أو رفع القيود التنظيمية عن قانون حقوق التأليف والنشروينادي ليسيج في كتابه لإنشاء أقصر فترات قابلة للتجديد من حق المؤلف، كما يطالب بالحد من قدرة الناشرين علي وقف نشر نسخ من الكتب على شبكة الإنترنت لأغراض غير تجارية.
في مقدمة الكتاب، يقارن لورانس ليسج كتابه بكتاب سابق ألفه، الشفرة وقوانين أخرى للفضاء الافتراضي، في هذا الكتاب جاء الطرح بأن البرمجيات لها تأثير على القانون. ويقول لورانس في كتابه الأخير أن الرسالة مختلفة، لأن "الإنترنت سيصبح جزءا من تقاليدنا، وسيصبح أكثر أساسية"
يخلص ليسج في كتابه إلى أنه بينما يتطور المجتمع ليصبح مجتمعا معلوماتيا فإنه يجب الاختيار واتخاذ قرار في أن يكون هذا المجتمع حرا أو إقطاعيا.

## انتشار الكتاب
بعد يوم من صدور الكتاب علي الإنترنت اقترح المدون AKMA أن يختار كل شخص فصل من الكتاب ويقوم بتسجيله صوتياً ولم يمض سوي يومين حتي نجح المتطوعون في تسجيل جميع فصول الكتاب، وبالإضافة إلى الإنتاج السمعي، ترجم هذا الكتاب إلى الصينية، الكاتالوينية، التشيكية، الفرنسية، الهنغارية، الإيطالية، البولندية والإسبانية الهولاندية .

## اقرأ أيضا
- حركة الثقافة الحرة

## وصلات خارجية
- الموقع الرسمي للكتاب